# Municipio de Tordenskjold
El municipio de Tordenskjold (en inglés: Tordenskjold Township) es un municipio ubicado en el condado de Otter Tail en el estado estadounidense de Minnesota. En el año 2010 tenía una población de 551 habitantes y una densidad poblacional de 5,91 personas por km².

## Geografía
El municipio de Tordenskjold se encuentra ubicado en las coordenadas 46°14′7″N 95°49′1″O / 46.23528, -95.81694. Según la Oficina del Censo de los Estados Unidos, el municipio tiene una superficie total de 93.19 km², de la cual 79,28 km² corresponden a tierra firme y (14,92 %) 13,91 km² es agua.

## Demografía
Según el censo de 2010, había 551 personas residiendo en el municipio de Tordenskjold. La densidad de población era de 5,91 hab./km². De los 551 habitantes, el municipio de Tordenskjold estaba compuesto por el 98,19 % blancos, el 0,54 % eran asiáticos y el 1,27 % eran de una mezcla de razas. Del total de la población el 0 % eran hispanos o latinos de cualquier raza.